# Monte Nasorolevu
Il monte Nasorolevu è la più alta (1.032 metri) montagna dell'isola Vanua Levu, nell'arcipelago delle Figi.